# El Mallol (Bonastre)
El Mallol és una muntanya de 255 metres que es troba al municipi de Bonastre, a la comarca del Baix Penedès.